# Musarañas
Musarañas es una película de drama, suspense y terror psicológico hispano-francesa de 2014 dirigida por Esteban Roel y Juan Fernando Andrés, escrita por Fernando Andrés y Sofía Cuenca. Protagonizada por Macarena Gómez, Nadia de Santiago, Luis Tosar y Hugo Silva, cuyo rodaje tuvo lugar en Madrid desde el 18 de diciembre de 2013. La película está producida por Álex de la Iglesia con su productora Pokeepsie Films, en coproducción con la productora Nadie es perfecto. Los directores, Esteban Roel y Juan Fernando Andrés llevan años impartiendo clases en el Instituto del Cine de Madrid. Uno de sus trabajos, 036 con más de dos millones de visitas en Youtube, ha cosechado docenas de premios. El guionista, productor y director Álex de la Iglesia inicia con esta película un apoyo a nuevos talentos que disfruten con el género fantástico, el suspense, el terror y una manera diferente de contar las cosas.

## Trama
Musarañas se sitúa en la España de los años 50. Montserrat (Macarena Gómez) ya no es joven, ha perdido su juventud cuidando de su hermana pequeña, encerradas en un siniestro piso del centro de Madrid. Su madre murió en el parto de su hermana (Nadia de Santiago), y el padre (Luis Tosar) no pudo soportarlo. Huyó cobardemente dejándolas solas. Obligada a ser padre, madre y hermana mayor, Montserrat se esconde de la vida, entre cuatro paredes, alimentando un temperamento obsesivo y desequilibrado: padece de agorafobia, y no puede dar un paso fuera de casa. Ella no entiende lo que le sucede, y el sufrimiento que esa extraña enfermedad le genera la obliga a refugiarse en un mundo de Padrenuestros y Avemarías. Montserrat trabaja de costurera y el único eslabón que la une con la realidad es su hermana, una niña que está dejando de serlo. Un día, esa cadena se rompe: Carlos (Hugo Silva) un vecino joven e irresponsable, tiene la desgracia de caerse por la escaleras, buscando ayuda en la única puerta a la que ha sido capaz de arrastrarse. Montserrat le recoge. Alguien ha entrado en la madriguera de las musarañas... Puede que no vuelva a salir.

## Recepción
La película obtuvo críticas generalmente positivas. Así, Jonathan Holland, de The Hollywood Reporter la calificó como una entretenida aunque poco sutil película de terror, con una interpretación principal de Macarena Gómez deliciosamente exagerada. Por su parte, Jordi Costa, de El País dijo de ella que se le pueden reprochar a Musarañas algunos subrayados y pasos en falso, pero es un debut enérgico, capaz de modular con buen pulso la escalada hacia sus excesos finales. Menos convencido se mostró Daniel Lobato de eCartelera, quien escribió: Explicar los motivos que hacen de Musarañas una propuesta fallida sería entrar en spoilers, (...) por lo que voy a limitarme a comentar que el pacto de verosimilitud existente entre el público y los autores (...) se rompe irremediablemente en cuanto asoma el peligro.

## Reconocimientos y premios
70.ª edición de las Medallas del Círculo de Escritores Cinematográficos
| Categoría           | Receptor                    | Resultado |
| ------------------- | --------------------------- | --------- |
| Mejor actriz        | Macarena Gómez              | Nominada  |
| Director revelación | Juanfer Andrés Esteban Roel | Ganadores |

Musarañas formó parte de la sección oficial de largometrajes a concurso del Festival de Sitges de 2014. También fue nominada a 3 Premios Goya, ganando el Goya a Mejor maquillaje y peluquería incluyendo Mejor Actriz Principal para Macarena Gómez y Mejor Dirección Novel.
En 2015, recibió en los Premios Turia el galardón a la Mejor Actriz para Macarena Gómez.

## Reparto
| Intérprete         | Personaje            |
| ------------------ | -------------------- |
| Macarena Gómez     | Montse               |
| Nadia de Santiago  | La Niña              |
| Hugo Silva         | Carlos               |
| Luis Tosar         | Padre                |
| Gracia Olayo       | Doña Puri            |
| Lucía de la Fuente | Montse Niña          |
| Carolina Bang      | Elisa                |
| Silvia Alonso      | Sobrina de Doña Puri |
| Asier Etxeandía    | Jaime                |
| Tomás del Estal    | Policía 1            |
| Kájel Martínez     | Policía 2            |
| Pedro Ruigómez     | Padre de Elisa       |
| Jimena Bang        | Niña 5 Años          |
| Clara Valencia     | Madre                |
| Alberto Bang       | Novio de la Niña     |
| Magdalena Brotto   | Plañidera            |
| Mariam Torres      | Plañidera            |
| Gala Blanco        | Plañidera            |